# Ivanovci (gmina Ljig)
Ivanovci (cyr. Ивановци) – wieś w Serbii, w okręgu kolubarskim, w gminie Ljig. W 2011 roku liczyła 368 mieszkańców.